# Roskow
Roskow es un municipio situado en el distrito de Potsdam-Mittelmark, en el estado federado de Brandeburgo (Alemania), a una altitud de 20 metros. Su población a finales de 2016 era de unos 1100 habs. y su densidad poblacional, 30 hab/km².